# PAPI
Вказівник траєкторії точного заходу (англ. precision approach path indicator (PAPI) ― система візуальної індикації, що надає супровід екіпажу з метою встановлення та дотримання коректного вертикального профілю заходу на ЗПС. Типово встановлений збоку від смуги, орієнтовно у 300 метрах від її порогу. 

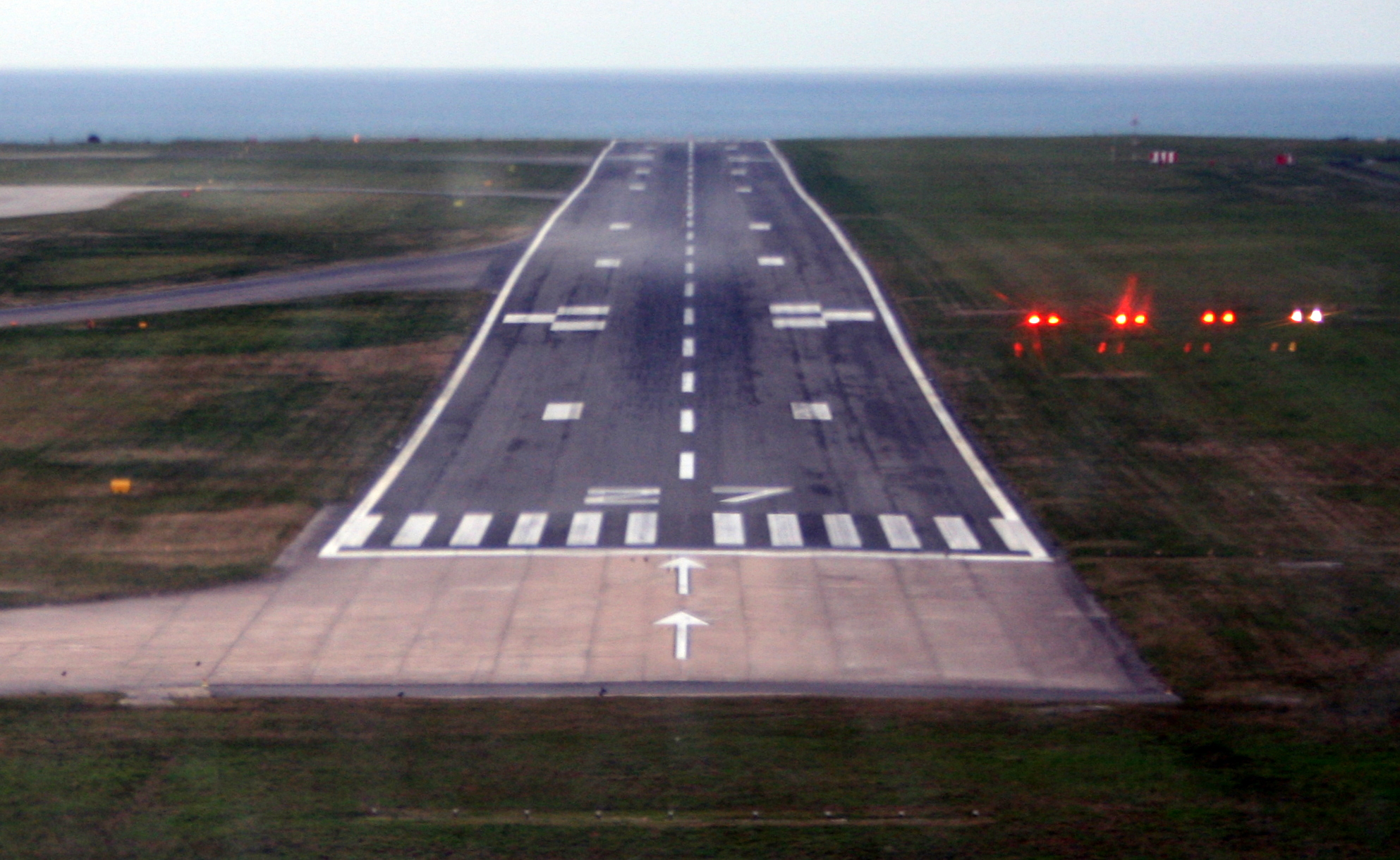
Вогні PAPI видно праворуч від ЗПС. Борт нижче рівня глісади.

## Розробка
Концепцію системи PAPI вперше було розглянуто у 1974 р. Тоні Смітом та Девідом Джонсоном (Tony Smith/David Johnson) у Королівському авіаційному дослідному центрі (КАДЦ) у Бедфорді (Англія). Розробка технології тривала два роки. Діяльність науковців була схвалена відзнакою КАДЦ, їх було нагороджено стипендією Авіаційного товариства (Aeronautical Society), нагородою Американської Фундації з безпеки польотів (American Flight Safety Foundation) та золотою медаллю від Британської гільдії пілотів (British Guild of Air Pilots). Інженери-розробники також були задіяні у безпосередньому монтажі системи для перших випробувань. Тотожний дизайн використовується донині, в т.ч. для посадок космічних шатлів NASA

## Сутність

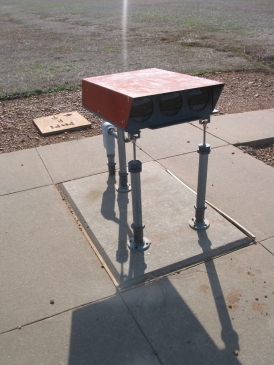
Пристрій PAPI

Співвідношення білих та червоних вогнів, що видимі в залежності від кута заходу на посадку. Вище розрахункового рівня глісади пілот бачитиме більше білих вогнів ніж червоних, при заході нижче потрібного кута ― більше червоних. Для оптимального профіля заходу співвідношення червоних та білих вогнів повинна бути однаковою.
Студентам пропонуються наступні мнемонічні правила:
- БІЛЕ на БІЛОМУ ― перевір висоту (зависоко)
- ЧЕРВОНЕ на БІЛОМУ ― все гаразд
- ЧЕРВОНЕ на ЧЕРВОНОМУ ― небезпека аварії (занизько)

Система PAPI зазвичай розташована ліворуч від ЗПС під правильним кутом до центролінії ЗПС. Відстань між пристроями становить 9 м. Відстань найближчого до краю ЗПС ― 15 м. У певних випадках PAPI встановлюють праворуч від ЗПС, або навіть з обох сторін (не врегульовано нормами ICAO). Світлові характеристики всіх пристроїв однакові. За хорошої видимості повноцінний супровід можливий за 5 nm (8 км) удень та вночі. Саму присутність вогнів вночі видно за 20 nm (32 км).

## Поклики
1. ↑  Архівована копія. Архів оригіналу за 25 січня 2014. Процитовано 22 грудня 2016.{{cite web}}:  Обслуговування CS1: Сторінки з текстом «archived copy» як значення параметру title (посилання) [Архівовано 2014-01-25 у Wayback Machine.]